# Friedrich zu Stolberg-Stolberg
Friedrich Leopold Johann Heinrich Stephan Maria Graf zu Stolberg-Stolberg (* 24. Dezember 1836 in Schönwitz; † 3. Oktober 1904 in Brustawe auf Thomaswaldau in Schlesien) war Herrschaftsbesitzer und Reichstagsabgeordneter.

## Herkunft
Friedrich war ein Enkel des bekannten Dichters Graf Friedrich Leopold zu Stolberg-Stolberg. Er war älteste Sohn des Grafen Bernhard zu Stolberg-Stolberg (* 30. April 1803; † 24. Januar 1859) und Amalie Charlotte Agnes Gräfin von Seherr-Thoß (* 8. Juli 1809; † 1. August 1878), die Tochter von Graf Ernst Heinrich Leopold von Seherr-Thoß (1786–1856) war ein deutscher Offizier und Gutsbesitzer. Er hatte sechs Geschwister. Sein Bruder war Graf Adalbert zu Stolberg-Stolberg (1840–1885).

## Leben
Graf Friedrich war Herr der Herrschaft Brustawe, k.u.k. Rittmeister, seit 1868 Vorstandsmitglied des Vereins katholischer Edelleute Deutschlands und erster Vorsitzender der Vereinigung katholischer Edelleute Schlesiens, Vorstands-Mitglied des Vereins der Schlesischen Malteser-Ritter sowie Delegierter für das Vereins-Krankenhaus zu Trebnitz.
Von 1873 bis 1884 sowie von 1887 bis 1890 war er Mitglied des deutschen Reichstags für den Wahlkreis Regierungsbezirk Oppeln 10 (Neustadt) für das Zentrum. Besonders tat er sich hier als katholischer Vertreter im Kulturkampf hervor.
Seit 1875 war er Ehrenmitglied der katholischen Studentenverbindung KDStV Winfridia Breslau im CV.

## Familie
Friedrich heiratete am 14. Juli 1868 in Brustawe Bertha, geb. Gräfin von Falkenhayn, Erbfrau auf Kyjowitz (* 25. März 1844; † 4. Juni 1916), die Tochter von Graf Theodor von Falkenhayn auf Kyjowitz. Das Paar hatte sechs Kinder:
- Bernhard Joseph Theodor Friedrich Leopold Cajus Raphael Maria (* 24. Oktober 1872; † 18. Februar 1951),
- Agnes Elisabeth Pia Hedwig Katharina Maria (* 11. Mai 1874; † 26. März 1940),
- Marie Helene Anna Ida Pia Cäcilie (* 20. April 1875; † 3. Dezember 1933),
- Bertha Rosa Maria (* 23. August 1876; † 23. April 1946),
- Marie Christine Francisca (* 14. Dezember 1877; † 2. September 1942)[8],
- Friedrich Theodor (1877–1954).[9]